# Voiture légère (CFF)
Les voitures légères à caisse en acier léger constituent la première importante série de voitures voyageurs des Chemins de fer fédéraux suisses (SBB CFF FFS). Elles ont été construites entre 1937 et 1955 par SWS Schlieren et sont désormais retirées du service.

## Série originelle
À l'origine, il y eut :
- 80 B4ü (A) de seconde classe, plus 75 B4ü avec compartiments pour l’international ;
- 110 BC4ü (AB), comprenant les deux classes ;
- 415 C4ü (B) de troisième classe (dont 1 prototype), avec deux plateformes d’accès ;
- 260 C4ü (B) de troisième classe, avec une seule plateforme d’accès centrale ;
- 5 BCF4 (ABDi), deux classes fourgon 1 plateforme d’accès ouverte, pour circulation avec les automotrices « Flèches rouges » ;
- 5 Cr4ü (BR), voitures-bars ;
- 36 Dr4ü (WR), voitures-restaurants ;
- 10 FZ4ü (DZ), fourgons avec compartiment postal ;
- 150 F4ü (D), fourgons à bagages ;
- 1 CFt4ü (BDt), voiture-pilote prototype ;
- 2 FZt41ü (DZt), voitures-pilote-fourgons avec compartiment postal ;
- 20 BCt4ü (ABt), voitures-pilote des deux classes.

Nota : l’identification des classes ayant changé en 1956 (suppression de la 1re classe, la 2e devient 1re et la 3e se change en 2e), les voitures sont désignées entre parenthèses par leurs nouvelles dénominations. Le chiffre indiquait le nombre d’essieux et le « ü » que la voiture était équipée de soufflets d’intercirculation aux extrémités.

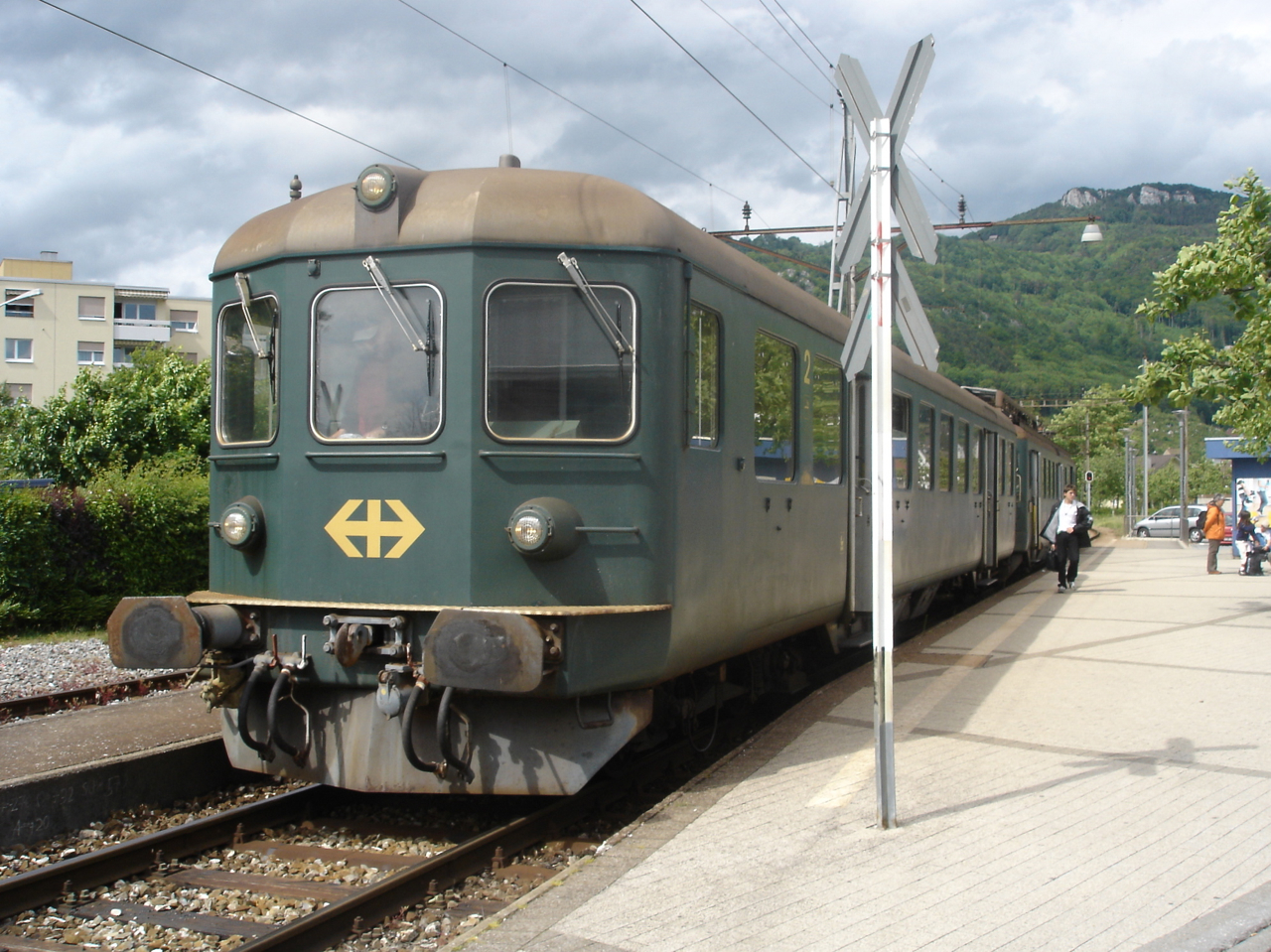
Voiture-pilote à classe unique (Bt) issue de la transformation d'une B en 1980 pour la ligne Vevey–Chexbres. Elle circule aujourd'hui à l'OeBB.

Les voitures-pilote présentaient une face similaire à celles des BDe 4/4 et Re 4/4I. D’autres B furent ultérieurement transformées en voiture-pilote :
- 3 Bt (2e classe) avec face identique pour les lignes Vevey–Puidoux-Chexbres et du Tonkin (St-Maurice–St-Gingolph) en 1980-1981 ;
- 8 ABt (1re/2e classe) avec face frontale analogue aux RBe 4/4, en 1974-1977.

Toutes les voitures-pilote légères étaient compatibles avec les BDe 4/4 et Re 4/4I, mais ne pouvaient pas commander de RBe 4/4 et Re 4/4II.
Une dernière paire de voitures-pilotes ABt furent construites en 1956 et 1957, pour la ligne CFF sous courant continu 1 500 volts SNCF entre Genève et La Plaine. Leurs faces étaient identiques aux deux BDe 4/4II auxquelles elles étaient associées.

## Retrait du service
Les dernières voitures voyageurs furent retirées du service fin 1998, mais des fourgons circulèrent encore jusqu'en 2001.
Des véhicules furent vendus à plusieurs chemins de fer privés : Südostbahn (SOB), Pont–Brassus (PBr), Orbe–Chavornay (OC), ou a diverses associations de sauvegarde du matériel ferroviaire. Certaines franchirent même la frontière italo-suisse pour rejoindre les Ferrovie Nord Milano (FNM).

### SBB Historic
Le parc de la Fondation pour le patrimoine historique des CFF comporte encore sept voitures légères (le prototype C4 5301, deux A 2251 et 2753, deux B 5466 et 5560, une AB 3721 et une BDt 1990) et les utilise pour former la composition « Train direct de 1947 ».

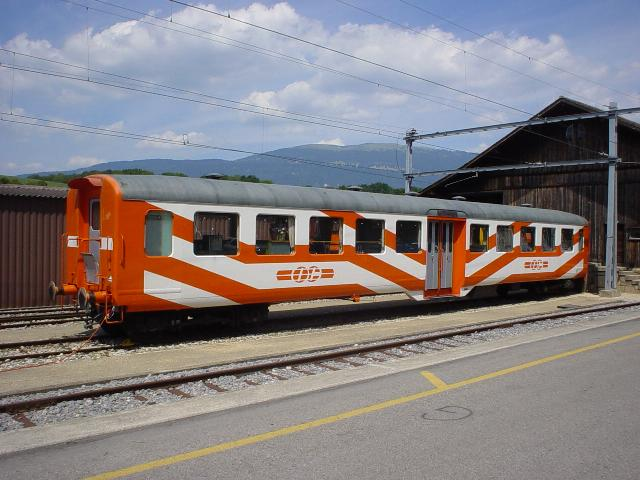
Br 26 de l'Orbe–Chavornay, ex-B CFF, cédé depuis à l'association RVT-historique[3].
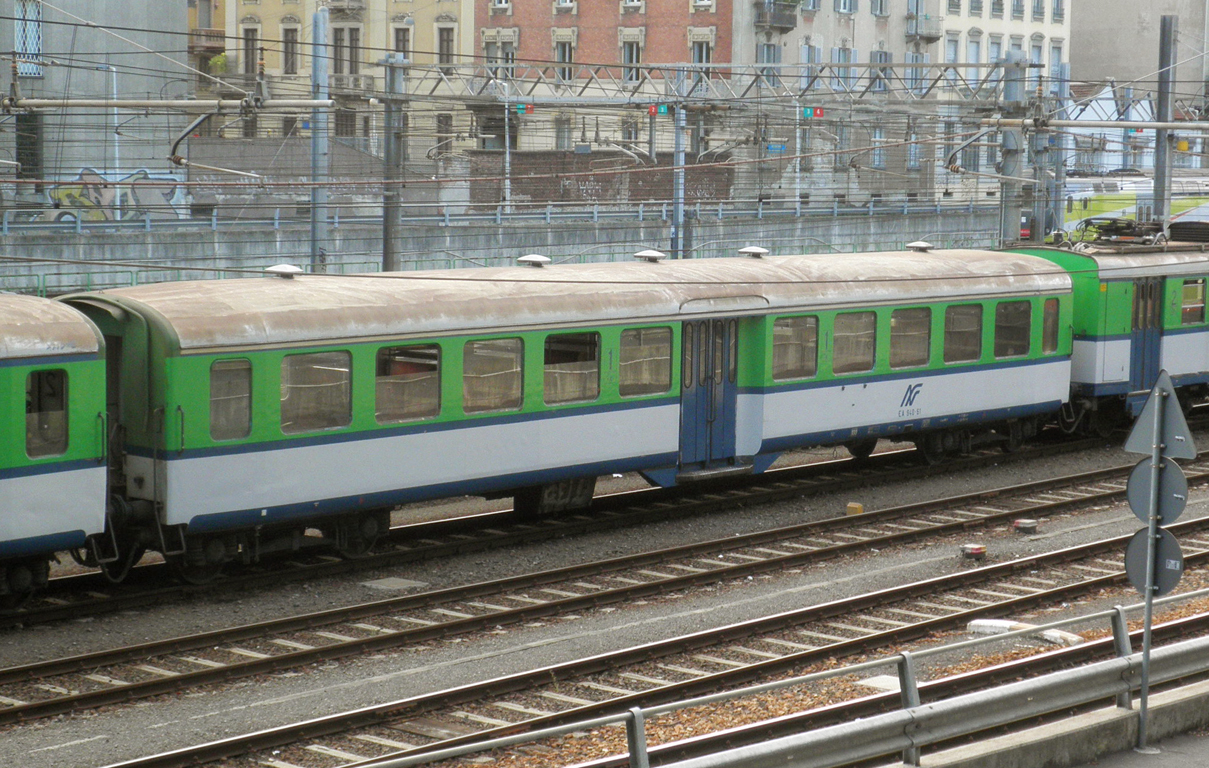
Ex-B CFF aux couleurs des FNM.
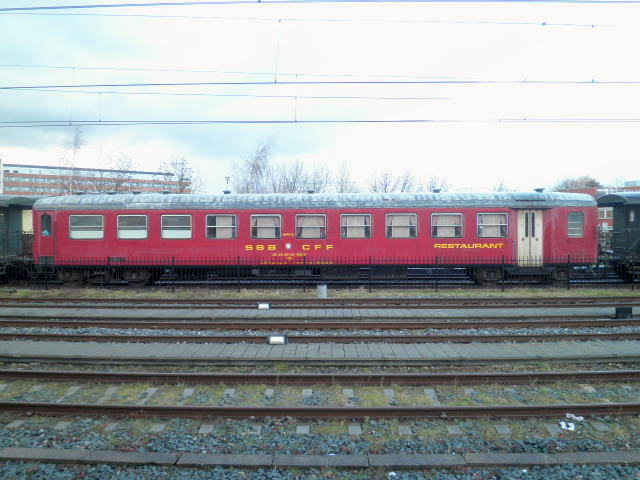
Dr4ü 10119 ex-WR CFF, au chemin de fer-musée Hoorn–Medemblik[4] aux Pays-Bas.
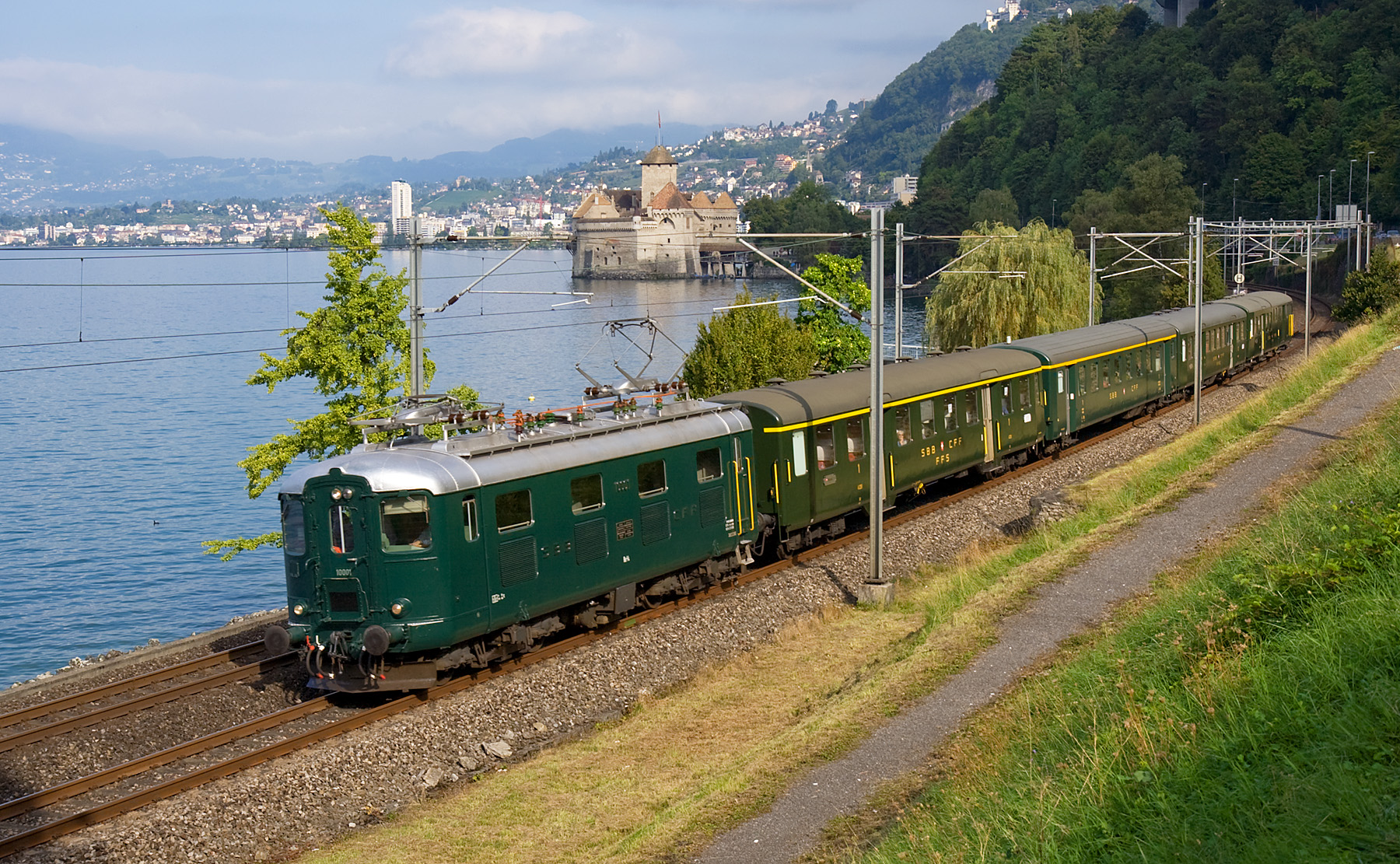
Train spécial SBB Historic devant le Château de Chillon ; en seconde position derrière la locomotive Re 4/4I 10001, une A vu II est intercalée entre trois voitures légères.